# Carolin Simon
Carolin Simon, née le 24 novembre 1992 à Cassel, est une footballeuse internationale allemande évoluant au poste de latéral gauche avec le Bayern Munich.

## Biographie
Simon commence à jouer au sein de la section féminine du GSV Eintracht Baunatal et intègre les équipes de jeunes de la sélection nationale. En 2008, elle intègre le TSV Jahn Calden, évoluant en troisième division. Repérée, la défenseure rejoint l'Hambourg SV, en première division, et devient titulaire au sein cette équipe. Après quarante-huit matchs en deux ans et demi, Simon signe avec le VfL Wolfsburg. Malgré une médaille d'argent obtenue lors de la Coupe du monde des moins de 20 ans 2012, elle est cantonnée à un poste de réserviste et résilie son contrat pour s'engager, au début de l'année 2013, au Bayer Leverkusen.
Dans cette nouvelle équipe, Simon parvient à décrocher le statut de titulaire et reste à Leverkusen pendant trois ans et demi. Son contrat expire à l'issue de la 2015-2016. Elle signe ensuite avec le SC Fribourg.
Le 2 juillet 2018, elle s'engage avec l'Olympique lyonnais, avec lequel elle signe un contrat jusqu'au 30 juin 2020.
Le 14 décembre 2021, elle prolonge son contrat jusqu'en 2023.

## Palmarès

### En sélection
- Vainqueure du Championnat d'Europe des moins de 19 ans en 2011.
- Vainqueure du Championnat d'Europe des moins de 17 ans en 2008 et 2009.
- Finaliste de la Coupe du monde des moins de 20 ans en 2012

### En club
Olympique lyonnais
- Championnat de France (1) : 2019
- Ligue des champions (1) : 2019

 Bayern Munich
- Championnat d'Allemagne (2) : 2021 et 2023

## Statistiques
Le tableau ci-dessous retrace la carrière de Carolin Simon depuis ses débuts :

### En club
| Saison                | Club                  | Championnat           | Championnat | Championnat | Coupe(s) nationale(s) | Coupe(s) nationale(s) | Compétition(s) continentale(s) | Compétition(s) continentale(s) | Compétition(s) continentale(s) | Total | Total |
| Saison                | Club                  | Division              | M.          | B.          | M.                    | B.                    | Comp.                          | M.                             | B.                             | M.    | B.    |
| 2009-2010             | Hambourg SV           | Bundesliga            | 9           | 0           | -                     | -                     | -                              | -                              | -                              | 9     | 0     |
| 2010-2011             | Hambourg SV           | Bundesliga            | 19+5        | 4+1         | 2                     | 0                     | -                              | -                              | -                              | 26    | 5     |
| 2011-2012             | Hambourg SV           | Bundesliga            | 20          | 2           | 3                     | 0                     | -                              | -                              | -                              | 23    | 2     |
| Sous-total            | Sous-total            | Sous-total            | 53          | 7           | 5                     | 0                     | -                              | -                              | -                              | 58    | 7     |
| 2012-2013             | VfL Wolfsburg         | Bundesliga            | -           | -           | 2                     | 0                     | -                              | -                              | -                              | 2     | 0     |
| Sous-total            | Sous-total            | Sous-total            | 0           | 0           | 2                     | 0                     | -                              | -                              | -                              | 2     | 0     |
| 2012-2013             | Bayer 04 Leverkusen   | Bundesliga            | 8           | 2           | -                     | -                     | -                              | -                              | -                              | 8     | 2     |
| 2013-2014             | Bayer 04 Leverkusen   | Bundesliga            | 20          | 1           | 1                     | 0                     | -                              | -                              | -                              | 21    | 1     |
| 2014-2015             | Bayer 04 Leverkusen   | Bundesliga            | 20          | 2           | 2                     | 1                     | -                              | -                              | -                              | 22    | 3     |
| 2015-2016             | Bayer 04 Leverkusen   | Bundesliga            | 22          | 1           | 2                     | 0                     | -                              | -                              | -                              | 24    | 1     |
| Sous-total            | Sous-total            | Sous-total            | 70          | 6           | 5                     | 1                     | -                              | -                              | -                              | 75    | 7     |
| 2016-2017             | SC Fribourg           | Bundesliga            | 22          | 3           | 4                     | 1                     | -                              | -                              | -                              | 26    | 4     |
| 2017-2018             | SC Fribourg           | Bundesliga            | 13          | 2           | 1                     | 0                     | -                              | -                              | -                              | 14    | 2     |
| Sous-total            | Sous-total            | Sous-total            | 35          | 5           | 5                     | 1                     | -                              | -                              | -                              | 40    | 6     |
| 2018-2019             | Olympique lyonnais    | Division 1            | 13          | 4           | -                     | -                     | C1                             | 1                              | 0                              | 14    | 4     |
| Sous-total            | Sous-total            | Sous-total            | 13          | 4           | 0                     | 0                     | -                              | 1                              | 0                              | 14    | 4     |
| 2019-2020             | Bayern Munich         | Bundesliga            | 19          | 3           | 2                     | 1                     | C1                             | 4                              | 1                              | 25    | 5     |
| 2020-2021             | Bayern Munich         | Bundesliga            | 16          | 1           | 3                     | 0                     | C1                             | 7                              | 0                              | 26    | 1     |
| 2021-2022             | Bayern Munich         | Bundesliga            | 16          | 2           | 3                     | 0                     | C1                             | 6                              | 0                              | 25    | 2     |
| 2022-2023             | Bayern Munich         | Bundesliga            | 14          | 2           | 4                     | 3                     | C1                             | 7                              | 1                              | 25    | 6     |
| Sous-total            | Sous-total            | Sous-total            | 65          | 9           | 12                    | 4                     | -                              | 24                             | 2                              | 101   | 15    |
| Total sur la carrière | Total sur la carrière | Total sur la carrière | 236         | 31          | 29                    | 6                     | -                              | 25                             | 2                              | 290   | 39    |